# Tardets-Sorholus
Tardets-Sorholus är en kommun i departementet Pyrénées-Atlantiques i regionen Nouvelle-Aquitaine i sydvästra Frankrike. Kommunen ligger i kantonen Tardets-Sorholus som tillhör arrondissementet Oloron-Sainte-Marie. År 2022 hade Tardets-Sorholus 579 invånare.

## Befolkningsutveckling
Antalet invånare i kommunen Tardets-Sorholus
| Referens: INSEE |